# Internationale Cricket-Saison 1966
Die internationale Cricket-Saison 1966 fand zwischen Mai 1966 und September 1966 statt. Als Sommersaison wurden vorwiegend Heimspiele der Mannschaften aus Europa ausgetragen.

## Überblick

### Internationale Touren
| Beginn       | Heimteam | Auswärtsteam | Resultate | Artikel |
| Beginn       | Heimteam | Auswärtsteam | Test      | Artikel |
| ------------ | -------- | ------------ | --------- | ------- |
| 2. Juni 1966 | England  | West Indies  | 1–3 [5]   | Artikel |

### Internationale Touren (Frauen)
| Beginn        | Heimteam | Auswärtsteam | Resultate | Artikel |
| Beginn        | Heimteam | Auswärtsteam | WTest     | Artikel |
| ------------- | -------- | ------------ | --------- | ------- |
| 18. Juni 1966 | England  | Neuseeland   | 0–0 [3]   | Artikel |

## Nationale Meisterschaften
Aufgeführt sind die nationalen Meisterschaften der Full Member des ICC.
| Land    | First-Class              | List A            |
| ------- | ------------------------ | ----------------- |
| England | County Championship 1966 | Gillette Cup 1966 |